# Terre del Reno
Terre del Reno est une commune italienne de 9 932 habitants (2022), située dans la province de Ferrare, en Émilie-Romagne. 
La commune est née le 1er janvier 2017 de la fusion de Mirabello et de Sant'Agostino.

## Administration
| Période                                  | Période   | Identité     | Étiquette | Qualité       |
| ---------------------------------------- | --------- | ------------ | --------- | ------------- |
| 12 juin 2017                             | actualité | Roberto Lodi |           | Liste Civique |
| Les données manquantes sont à compléter. |           |              |           |               |

### Hameaux
Mirabello, Sant'Agostino, Dosso, Roversetto, San Carlo

### Communes limitrophes
Bondeno, Cento, Galliera, Pieve di Cento (BO), Poggio Renatico, Vigarano Mainarda

## Autres projets